# Policijos Sportas Arena
Policijos Sportas Arena - przeznaczona do koszykówki hala sportowa znajdująca się w drugim co do wielkości mieście Litwy, Kownie. W hali tej swoje mecze rozgrywa drużyna koszykarska KK Atletas. Hala może pomieścić 1 500 widzów.